# 121P/Шумейкеров — Хольта
Комета Шумейкеров — Хольта 2 (121P/Shoemaker-Holt) — короткопериодическая комета из семейства Юпитера, которая была обнаружена 9 марта 1989 года американскими астрономами Кэролин и Юджин Шумейкер, а также Генри Хольтом с помощью 0,46-м телескопа системы Шмидта Паломарской обсерватории. Она была описана как диффузный объект 13,5 m звёздной величины с сильной центральной конденсацией и небольшим веерообразным хвостом, простирающимся на 2 ' угловые минуты к юго-западу. Комета обладает довольно коротким периодом обращения вокруг Солнца — чуть более 9,81 года.

Орбита кометы Шумейкеров — Хольта 2 и её положение в Солнечной системе

Первая эллиптическая орбита была опубликована 15 февраля Дэниэлом Э. Грином и определяла дату перигелия 7 августом 1988 года. Также отмечалось, что незадолго до своего открытия, в 1984 году комета прошла в 0,6 а. е. от Юпитера. Комета была восстановлена 29 августа 1995 года американским астрономом Джеймсом Скотти с помощью 0,91-метровом телескопа обсерватории Китт-Пик в виде звёздоподобного объекта магнитудой 21,0 m. Текущие позиции кометы указывали, что прогноз требовал корректировки всего на −1,2 суток. Следующее возвращение 1996—1997 годов было чуть менее благоприятным — её максимальная магнитуда чуть превышала значение 14,0 m в течение первых нескольких месяцев 1997 года. 20 августа 1996 года на расстоянии 2,663 а. е. от Солнца комета прошла точку перигелия, а к 10 февраля 1997 года подошла к Земле на минимальную дистанцию в 1,9245 а. е.
Комета имеет довольно странную асимметричную кривую блеска, которая при каждом из трёх последовательных возвращений была на 1,0 m слабее, при этом все три раза свою максимальную яркость комета достигала лишь спустя 145 дней после прохождения перигелия. Сближение с Юпитером в 2008 году резко увеличило расстояние перигелия до 3,75 а. е. и значительно уменьшило видимую яркость кометы, но прежняя асимметричность кривой блеска сохранилась.

## Сближения с планетами
В течение XX и XXI веков комета подойдёт к Юпитеру на расстояние менее 1 а. е. лишь четыре раза, при этом три последних сближения вызовут серьёзные изменения перигелия комета, а значит и её видимости.
- 0,81 а. е. от Юпитера 19 августа 1949 года;
- 0,39 а. е. от Юпитера 11 ноября 1984 года (уменьшило перигелий с 3,25 а. е. до 2,65 а. е.);
- 0,25 а. е. от Юпитера 15 января 2008 года (увеличило перигелий с 2,65 а. е. до 3,73 а. е.);
- 0,17 а. е. от Юпитера 24 марта 2067 года.